# Stevens Cars
Stevens Cars Limited war ein britischer Hersteller von Automobilen.

## Vorgeschichte
Anthony Stevens entwarf 1976 oder 1979 in seiner Anthony Stevens Design Limited den Roadster Sienna, der allerdings nicht in Produktion ging. Zusammen mit Peter Bird von Falcon Design entwarf er 1980 den Cipher, der von 1980 bis 1983 von Cipher Cars (laut einer anderen Quelle von Stevens Cars aus Warwick) und von 1983 bis 1984 von Falcon Design aus Birmingham hergestellt wurde. Der Markenname lautete Stevens.

## Unternehmensgeschichte
Stevens gründete 1984 das neue Unternehmen Stevens Cars Limited in Warwick in der Grafschaft Warwickshire und setzte die Produktion von Automobilen fort. 1986 endete die Produktion. Insgesamt entstanden acht oder etwa zwölf Exemplare.

## Fahrzeuge
Im Angebot stand nur ein Modell. Zunächst stellte das Fahrgestell des Reliant Kitten die Basis, wenngleich es überarbeitet wurde. Ein Vierzylindermotor von Reliant mit 848 cm³ Hubraum trieb das Fahrzeug an. Später kamen auch Motoren von Ford und Renault zum Einsatz. Stevens bot nur Komplettfahrzeuge an.